# Belmont, Wisconsin
Belmont är en ort i Lafayette County i delstaten Wisconsin, USA.